# 弘璆
弘 璆（こう きゅう、生没年不詳）は、中国三国時代の呉の政治家。揚州丹陽郡曲阿県の人。祖父は弘咨。祖母は孫権の姉。一説には弘咨の子で孫権の外甥（姉の子）にあたる。

## 生涯
弘璆は呉に仕えて初めは五官中郎将となった。呉の末帝孫晧の時代の元興2年（265年）3月、弘璆は命令を受け、紀陟とともに魏の使者の徐紹・孫彧を送り届け、孫晧の返書を魏に渡し和平交渉を行う使者となった。4月に魏の都の洛陽に到着した。弘璆と紀陟は魏の国境を越えて魏の領土に入ってから、使節の道中では注意して人民の実情を観察し、各地の風習を尋ねたりしたという。ちょうどその頃、魏の相国司馬昭が亡くなったことにより、11月に弘璆・紀陟は魏からおくり還された。
宝鼎3年（268年）、弘璆は中書令・太子少傅に任じられた。天璽元年（276年）には太尉に任じられたという。